# Coupe Memorial 1928
Navigation
Édition précédente Édition suivante
La finale de l'édition 1928 de la Coupe Memorial se joue au Mutual Street Arena et au Varsity Arena de Toronto en Ontario. Le tournoi est disputé dans une série au meilleur de trois rencontres entre le vainqueur du Trophée George T. Richardson, remis à l'équipe championne de l'est du Canada et le vainqueur de la Coupe Abbott remis au champion de l'ouest du pays.

## Équipes participantes
- Les Gunners d'Ottawa de la Ligue de hockey d'Ottawa, en tant que vainqueurs du Trophée George T. Richardson.
- Les Monarchs de Regina de la Ligue de hockey junior de la Saskatchewan Sud en tant que vainqueurs de la Coupe Abbott.

### Résultats
Les Monarchs de Regina remportent la Coupe en trois rencontres.
|  | Monarchs de Regina | 4-3 | Gunners d'Ottawa | Toronto |

|  | Gunners d'Ottawa | 2-1 | Monarchs de Regina | Toronto |

|  | Monarchs de Regina | 7-1 | Gunners d'Ottawa | Toronto |

## Effectifs
Voici la liste des joueurs des Monarchs de Regina, équipe championne du tournoi 1928 :
- Dirigeant et Entraîneur : Howie Milne.
- Joueurs : Carl Bergl, Len Dowie, Jim Langford, Harold « Mush » March, G. Parron, Harold Shaw, K. « Swede » Williamson, Charles « Chuck » Farrow et John Achtzner.